# Onze-Lieve-Vrouwekathedraal (Antwerpen)
De Onze-Lieve-Vrouwekathedraal is een kathedraal in de Belgische stad Antwerpen. De kathedraal staat met haar in het westen gelegen hoofdingang aan de Handschoenmarkt, met haar zuidingang aan de Groenplaats en met haar noordingang aan de Torfbrug. Het is de hoofdkerk van het bisdom Antwerpen en is gewijd aan Maria. De kathedraal is gekend als bedevaartsoord van Onze-Lieve-Vrouw van Antwerpen. De kerk was een kathedraal tussen 1559 en 1803 en is het terug vanaf 1961 tot heden. De toren van de Onze-Lieve-Vrouwekathedraal is als onderdeel van een groep van 56 belforten in België en Frankrijk opgenomen op de lijst van werelderfgoed van UNESCO.
De kathedraal was het hoogste gebouw van België totdat de Brusselse Zuidertoren gebouwd werd in 1967.

## Architectuur
De Onze-Lieve-Vrouwekathedraal is een gotische kruiskerk die gebouwd werd tussen 1352 en 1521.
Als eerste werd het koor gebouwd, dat in 1415 werd voltooid. Daarna werd de eerste geleding van het westelijke torenfront gebouwd. Rond 1430 werd besloten om de kerk breder te maken dan het oorspronkelijke plan en werd begonnen met de bouw van uiterste noordelijke en zuidelijke zijbeuken. Op die manier zou uiteindelijk een zevenbeukige kerk ontstaan. Het schip van de romaanse Onze-Lieve-Vrouwekerk, dat door de gotische kerk werd vervangen, bleef daardoor in gebruik en werd pas in 1469 afgebroken. Kort daarop werd begonnen met de bouw van de middelste en binnenste zijbeuken en de middenbeuk. Het schip werd in 1487 voltooid; aan het dwarsschip werd tot 1495 gewerkt. In 1502 begon men aan de verdere afwerking van de noordelijke toren, waarvan het kruis in 1518 werd gewijd. In 1534, na de brand van 1533, werd de houten vieringtoren geplaatst. Pas in 1614 werd gestart met de bouw van de gewelven van de middenbeuk en de dwarsbeuken. Bij de bouw van de kathedraal waren onder meer de bouwmeesters Jan en Pieter Appelmans en Rombout II Keldermans betrokken.
De kerk wordt tot de hoogtepunten van de Brabantse gotiek gerekend, maar vertegenwoordigt een nieuw type binnen die stijl. Zo werden geen ronde zuilen met koolbladkapitelen toegepast, maar geprofileerde bundelpijlers die zonder onderbreking doorlopen in de gewelfribben. Daarnaast zijn de scheibogen tussen schip en zijbeuken uitzonderlijk breed en is het triforium achterwege gelaten. In plaats daarvan is er een strook maaswerk aangebracht boven de scheibogen.

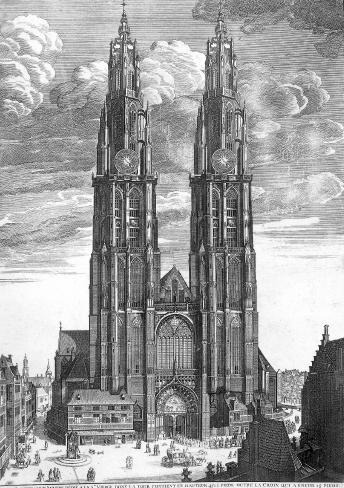
Impressie van de originele plannen van de kathedraal

De kathedraal is bekend geworden door haar indrukwekkende westgevel met haar timpaan dat het Laatste Oordeel (Jan-Baptist van Wint, 1903) weergeeft. De noordelijke toren is 123,925 meter hoog en is sinds de sloop van de Sint-Lambertuskathedraal in Luik in 1794 de hoogste kerktoren van de Nederlanden. Hij werd gefinancierd door de stad Antwerpen en valt ook nu nog onder het stadsbestuur en niet onder het kerkbestuur. Deze toren is een voorbeeld van flamboyante gotiek, en is opgetrokken in witte Balegemse zandsteen. Aan de toren werd jaren gebouwd en hij werd in 1518 voltooid. In de 18de eeuw is hij voor het eerst gerestaureerd. De restauratiewerken in de 19de eeuw werden geleid door Frans Andries Durlet.
In de noordelijke toren bevinden zich de luidklokken en de beiaard. Er zijn 515 treden in deze toren, maar daarboven zijn nog trappen die alleen voor personeel toegankelijk zijn. De toren is elke woensdag van april tot september te bezoeken onder leiding van erkende gidsen.
De zuidelijke, veel lagere toren werd op kosten van de parochie gebouwd.
In 1521 werd begonnen met de vergroting van de kathedraal, die een groter koor en hoofdbeuk zou krijgen. Om plaats te maken voor deze hoofdbeuk moest alles ten zuiden van de huidige hoofdbeuk afgebroken worden, de huidige hoofdbeuk zelf zou dan als een zijbeuk fungeren. Men plande dus ook de Zuidertoren af te breken, wat meteen verklaart waarom deze nooit werd afgewerkt. Verder dan de basis van het nieuwe koor is men nooit geraakt, zoals te zien is op het stadsplan van Vergilius Bononiensis uit 1565. In 1533 breekt er namelijk een grote brand uit in de kathedraal die veel schade aanrichtte. De herstelling ervan trok veel mankracht en middelen naar zich toe waardoor de bouw moest worden gestaakt. Door de opkomst van het protestantisme in de decennia daarna daalden de inkomsten van de Kerk drastisch, waardoor de plannen voor de vergroting definitief opgeborgen werden. Vandaag de dag kan men het grondplan van de geplande uitbreiding nog steeds aflezen in de vorm van het stratenplan (Lijnwaadmarkt, Melkmarkt, Sint-Pieterstraat).

### Enkele afmetingen
- De lengte van de kathedraal bedraagt 119 meter (binnenwerks)
- De lengte van het dwarsschip bedraagt 67 meter
- De gewelfhoogte in het middenschip bedraagt 27,5 meter
- De hoogte van het koepelgewelf bedraagt 43 meter
- De noordertoren is 123 meter hoog, de onafgewerkte zuidertoren 65,30 meter
- De totale vloeroppervlakte bedraagt ongeveer 8000 vierkante meter

## Interieur
Van het oorspronkelijke interieur is zo goed als niets bewaard. In de Reformatie raasde de beeldenstorm door de kathedraal. Glasramen, beelden, relieken, praalgraven en tientallen altaren werden onteerd en vernietigd door calvinisten. De in een kapel vereerde reliekschrijn met daarin de voorhuid van Jezus ging verloren. Slechts enkele oude fresco's getuigen van de laat-gotische inrichting. Tijdens het Twaalfjarig Bestand werd de kathedraal heringericht in barokstijl. Later kende de kathedraal opnieuw een bloeitijd tijdens de neogotiek.
De naturalistische preekstoel uit 1713 is van Michiel van der Voort. Hij was gemaakt voor de Sint-Bernardusabdij van Hemiksem en is in 1804 overgebracht naar de kathedraal.

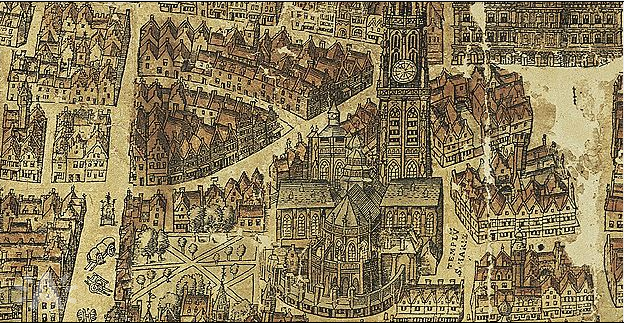
Het onafgewerkte grotere koor op de kaart van Vergilius Bononiensis uit 1565

Rechts in de kathedraal bevindt zich de Ark van het Verbond. Het is in late Rococostijl en staat op het altaar van de Broederschap van het Allerheiligste Sacrament.
Voorin links in de kathedraal is een donkere lambrisering met negen biechtstoelen. De twaalf apostelen zijn vergezeld door twaalf vrouwelijke figuren. In de Mariakapel bevindt zich het genadebeeld van Onze-Lieve-Vrouw van Antwerpen waar de kerk naar is vernoemd. Het stond al voor de beeldenstorm van 1566 in de kerk. De kathedraal heeft diverse gebrandschilderde ramen met religieuze afbeeldingen.

### Schilderkunst

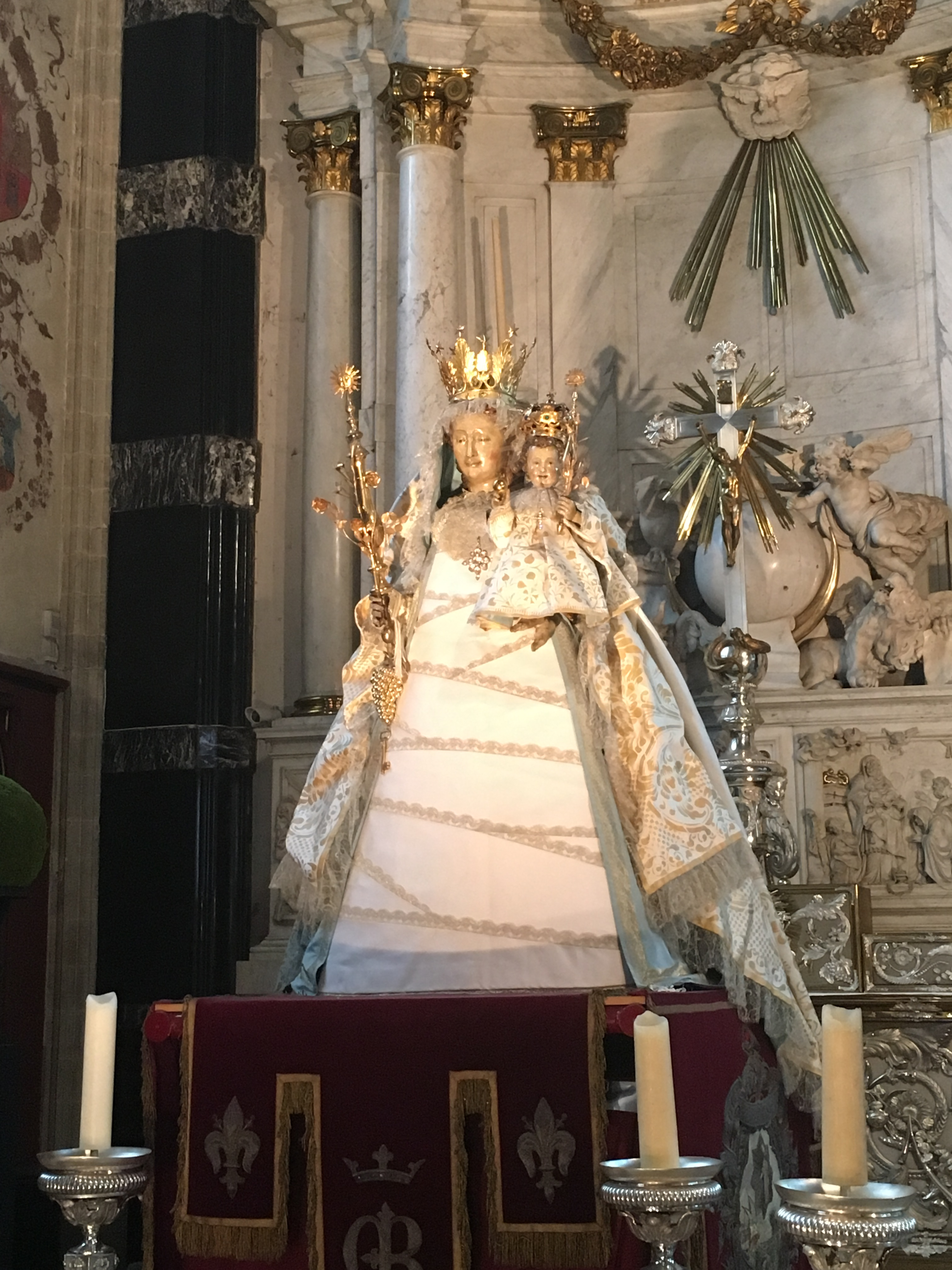
In de kathedraal wordt de stadpatrones Onze-Lieve-Vrouw van Antwerpenvereerd.

De kathedraal bezit vier schilderijen van de Vlaamse kunstschilder Rubens en een aantal werken van andere meesters.
- Peter Paul Rubens: De Kruisoprichting, drieluik, 1609-1610
- Peter Paul Rubens: De kruisafneming , drieluik, 1612
- Peter Paul Rubens: De verrijzenis van Christus, drieluik, 1612
- Peter Paul Rubens: De hemelvaart van Maria, altaarstuk, 1626
- Abraham Matthyssens: De dood van Maria, 1633
- Cornelis Schut: De hemelvaart van Maria, 1647, in de vieringtoren van de kathedraal

Het oudste schilderij in de kathedraal dateert van de late vijftiende eeuw en is afkomstig uit de nabije omgeving van Rogier van der Weyden in Brussel:
- navolger van Rogier van der Weyden: De uitverkiezing en huwelijk van Maria, ca. 1450-1475.[6][7]

In 2018 is Sam Dillemans' werk Hommage aan Rubens: de kruisafneming van 2003 te zien langs Rubens' kruisafneming in de zuidelijke zijbeuk.

### Andere kunstwerken

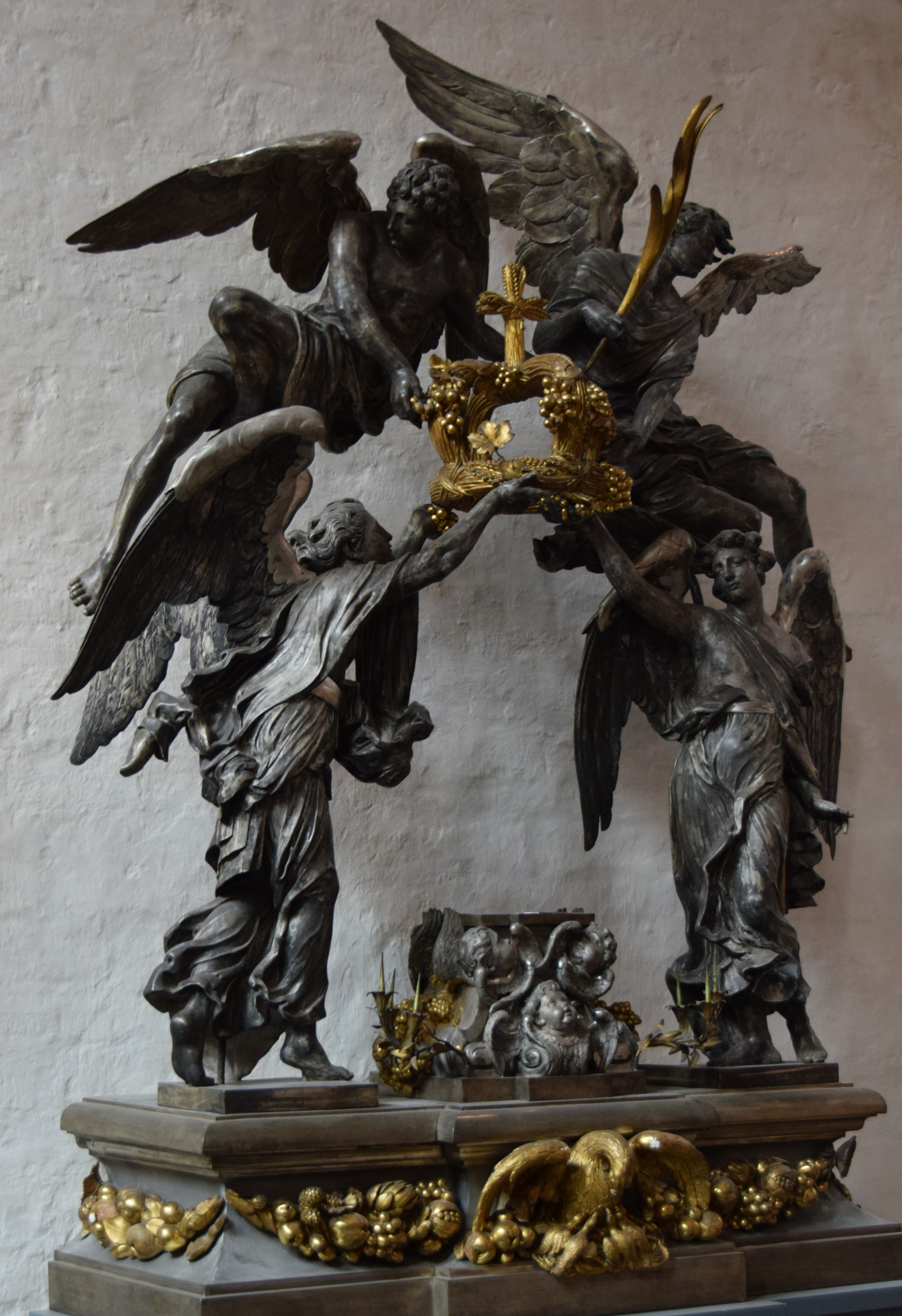
Engelentroon door Mattheus van Beveren

Er zijn vele beeldhouwwerken in de kathedraal van bekende Vlaamse beeldhouwers zoals Artus Quellinus de Jonge en Mattheus van Beveren and biechtstoelen van de hand van Hendrik Frans Verbruggen en Willem Ignatius Kerricx.
Sedert 2022 is het praalgraf van Isabella van Bourbon in de kathedraal te zien.
Het werk De man die het kruis draagt van Jan Fabre bevindt zich sinds 2015 in de kathedraal. Corona van Javier Pérez uit 2011 is er eveneens te bezichtigen.

### Koor
Het Antwerps Kathedraalkoor, bestaande uit een knapenkoor en een meisjescantorij, luistert er wekelijks de hoogmis op.

### Orgel
Het grote Schyven-orgel omvat 90 registers. De enorme, barokke houten orgelkast van het Schyven-orgel is veel ouder dan het orgel zelf. Ze dateert van 1657 en werd door Peter Verbrugghen de Oude en Michel Boursoy vervaardigd naar een ontwerp van schilder Erasmus Quellinus de Jonge. Daarnaast is er in het midden van de kathedraal nog een transeptorgel, gemaakt in barokstijl in 1993 door Metzler Orgelbau uit Zwitserland.

## Beiaarden
De kathedraal bezat twee beiaarden in de torens. De stads- of kermisbeiaard werd gegoten door de gebroeders Hemony in Zutphen in 1655/58. De tweede was de kapittel- of kerkbeiaard die gegoten werd in 1654/55. Omdat er twee instrumenten in één toren hingen kon het niet uitblijven dat een van de twee in verval zou raken. Omdat men toch de waarde inzag van deze tweede Hemony beiaard werden de overgebleven klokken na de Tweede Wereldoorlog uitgeleend aan de kerk van Hoogstraten waar ze nog steeds incompleet aanwezig zijn.
Een aantal discant klokken zijn zoekgeraakt en de basklokken van deze kapittelbeiaard werden al eerder uitgeleend aan noodlijdende parochies; een deel kwam terug, maar zes klokken bleven als luidklokken in de toren van de kathedraal. De (stads)beiaard wordt bespeeld op maandag, woensdag en vrijdag om 12 uur en in de zomer op maandagavond tijdens beiaardconcerten. Deze waren te zien via een webcam van Museum het Vleeshuis. Bijzonder is dat vrijwel alle oorspronkelijke Hemonyklokken nog meespelen in deze (kermis- of stads)beiaard. Bij restauraties in de 20e eeuw is deze stadsbeiaard uitgebreid tot een volledige 4 octaafs concertomvang. Ook werden er basklokken bij gemaakt.

### Kapelmeesters van de kathedraal
- 1927-1945: Lodewijk De Vocht
- 1945-1968: Gabriël Striels
- 1968-2000: Jan Schrooten
- sinds 2000: Sebastiaan Van Steenberge

Zie Lijst van kapelmeesters van de Onze-Lieve-Vrouwekathedraal van Antwerpen voor een volledig overzicht.

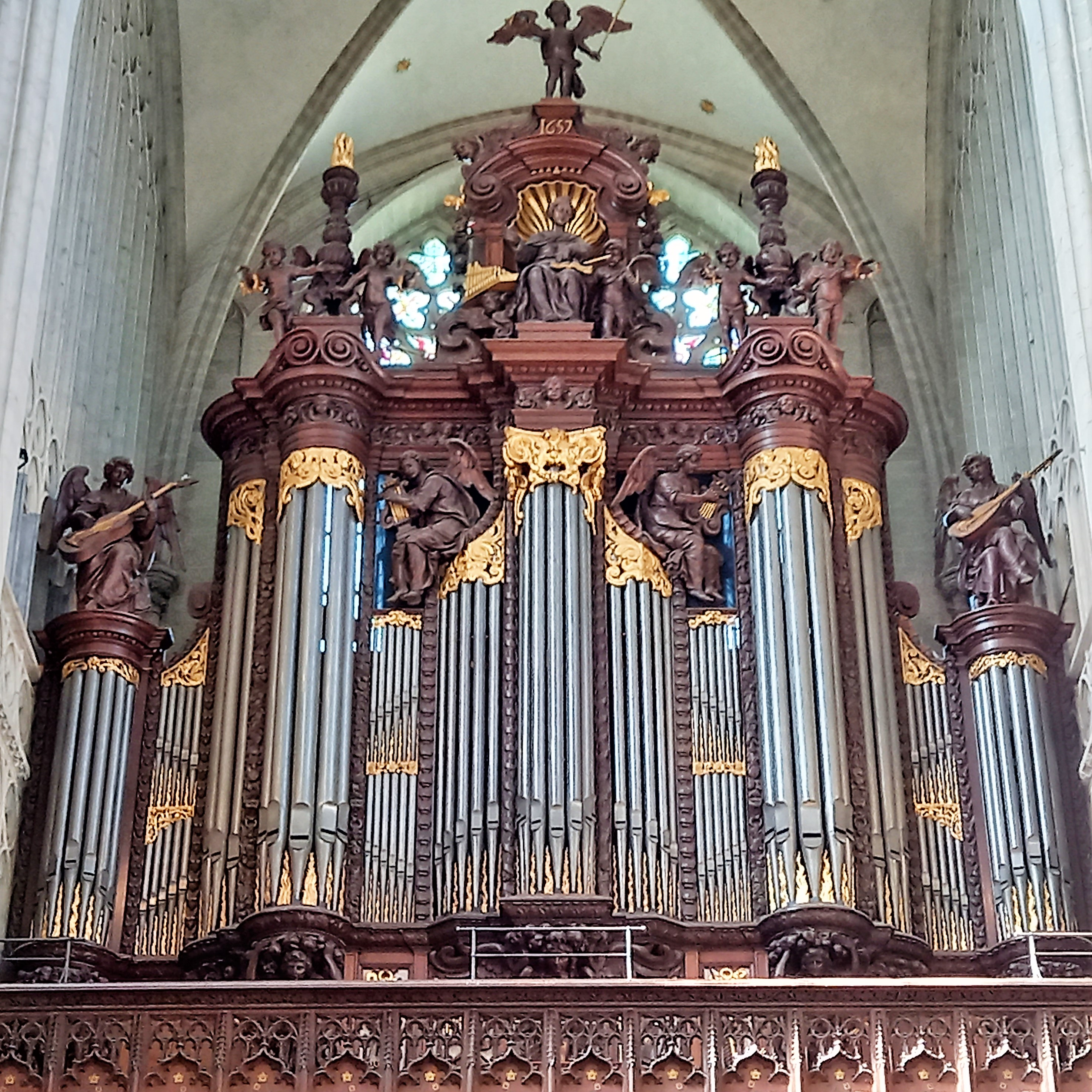
Het Schyven-orgel

### Titularis-organisten van de kathedraal
- 1855 – 1901 Joseph Callaerts
- 1901 – 1926 Gustaaf Brees
- 1926 – 1962 Alex Papen
- 1962 – 2002 Stanislas Deriemaeker
- 2002 - Peter Van de Velde

Zie Lijst van organisten van de Onze-Lieve-Vrouwekathedraal van Antwerpen voor een volledig overzicht.

## Buitenkant
Begin 2019 startte de stad met de restauratie van de buitenzijde van de belforttoren. Na bijna vier jaar is dit titanenwerk in december 2022 afgerond. De iconische toren schittert weer.
De wijzerplaten, de windhaan en het kruis zijn in een atelier gerestaureerd en opnieuw verguld. De windhaan pronkt sinds oktober 2020 opnieuw op de torenspits. In juli 2022 waren de historische wijzerplaten uit 1861 klaar.

## Bouwmeesters

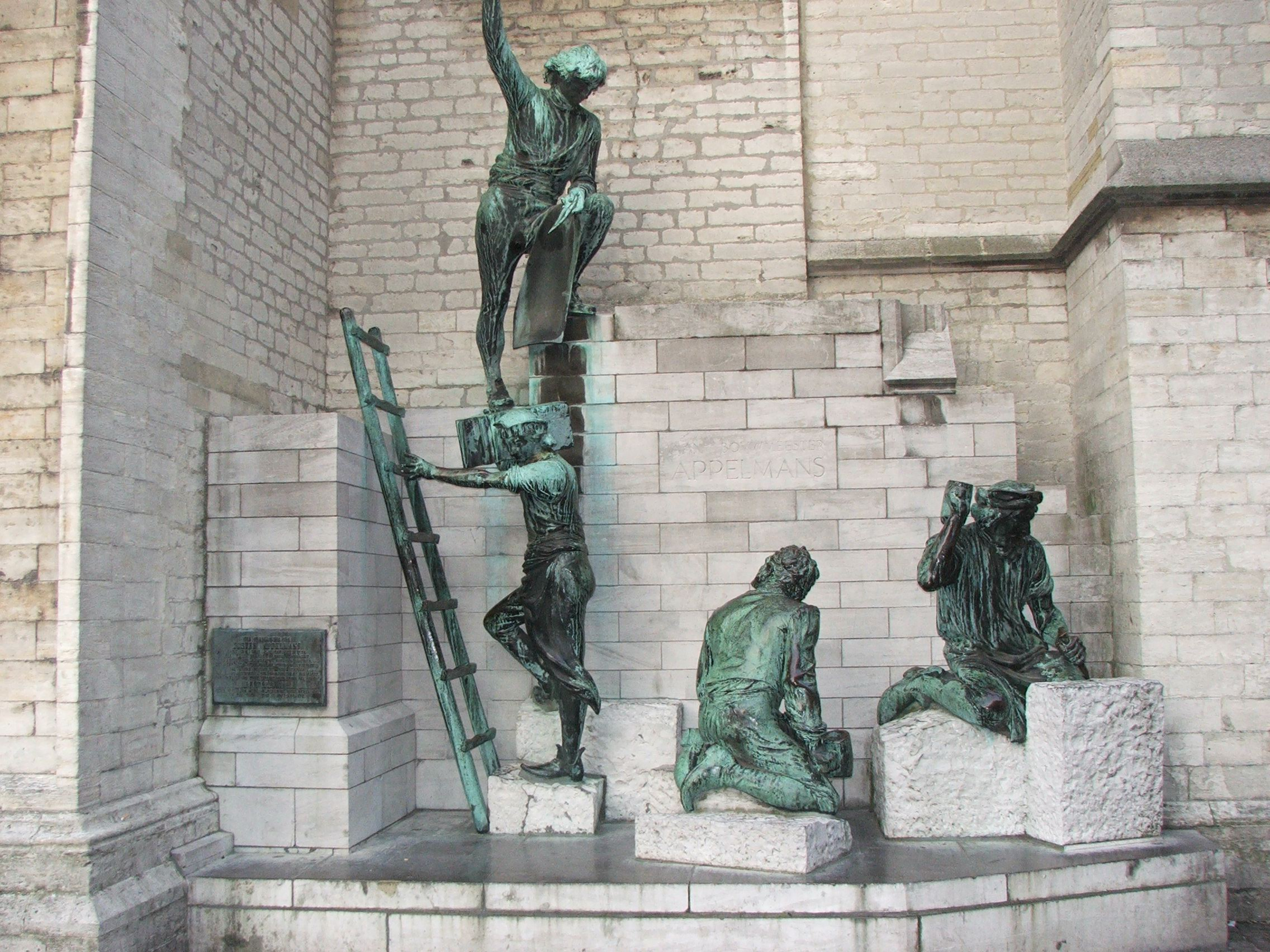
Beeldengroep van de bouwmeesters van de kathedraal Jan en Pieter Appelmans aan de Handschoenmarkt

- Jacob van Tienen
- Jan Appelmans
- Pieter Appelmans
- Jan Tac
- Everaert Spoorwater
- Rombout II Keldermans
- Herman de Waghemakere
- Domien de Waghemakere
- Jules Bilmeyer

## Trivia
- Het is het hoogste gebouw van de stad. Naar de hoogte van de kathedraal wordt vaak verwezen om de schaal en impact van andere projecten in Antwerpen te begrijpen. Zo werd geregeld de hoogte van het Lange Wapperviaduct (150 m), onderdeel van het oorspronkelijke Oosterweelverbinding-project, vergeleken met de kathedraalhoogte.
- In de 19de-eeuwse jeugdroman Een hond van Vlaanderen (A Dog of Flanders) door Ouida bezoeken de arme jongen Nello en zijn hond Patrasche de Antwerpse kathedraal en brengen een oude droom in vervulling door er naar een schilderij van Pieter Paul Rubens te kijken. In Japan is het boek een grotere literatuurklassieker dan in België en veel Japanse toeristen bezoeken hierom ook de Antwerpse kathedraal om er naar het schilderij van Rubens te kijken. In deze setting speelt de kathedraal ook een belangrijke rol in het Suske en Wiskealbum Het dreigende dinges. Het dinges fotografeert in dit album, dat geheel gewijd is aan voornoemde jeugdroman, in de kathedraal een verschijning van Nello en Patrasche.
- In de Sint-Antoniuskapel van de kathedraal rust Charlotte van Bourbon, de derde vrouw van Willem van Oranje en moeder van zes van zijn dochters.
- Voornemen van het centrale bestuur van het Département-des-deux-Nèthes tot sloping van de kathedraal in 1798. Een jaar eerder was de kathedraal met veel bombast onttrokken aan de eredienst waarbij de meest uitgesproken voorstander van deze maatregel, een zekere François Roché, slachtoffer werd van de volkswoede en gewelddadig aan zijn einde kwam. Zodanig was er huisgehouden in de kerk door vandalen en plunderaars dat de openbare verkoop van de complete inboedel niet meer opbracht dan 17.000 pond.  Hoewel de Katholieke kerk in het ganse Franse Rijk waar de Zuidelijke Nederlanden deel van uitmaakten buiten de wet was gesteld, vonden misvieringen in de Antwerpse Sint Jacobskerk en Sint Andrieskerk onverkort doorgang, zelfs in de meest virulente antiklerikale fase van de annexatietijd.

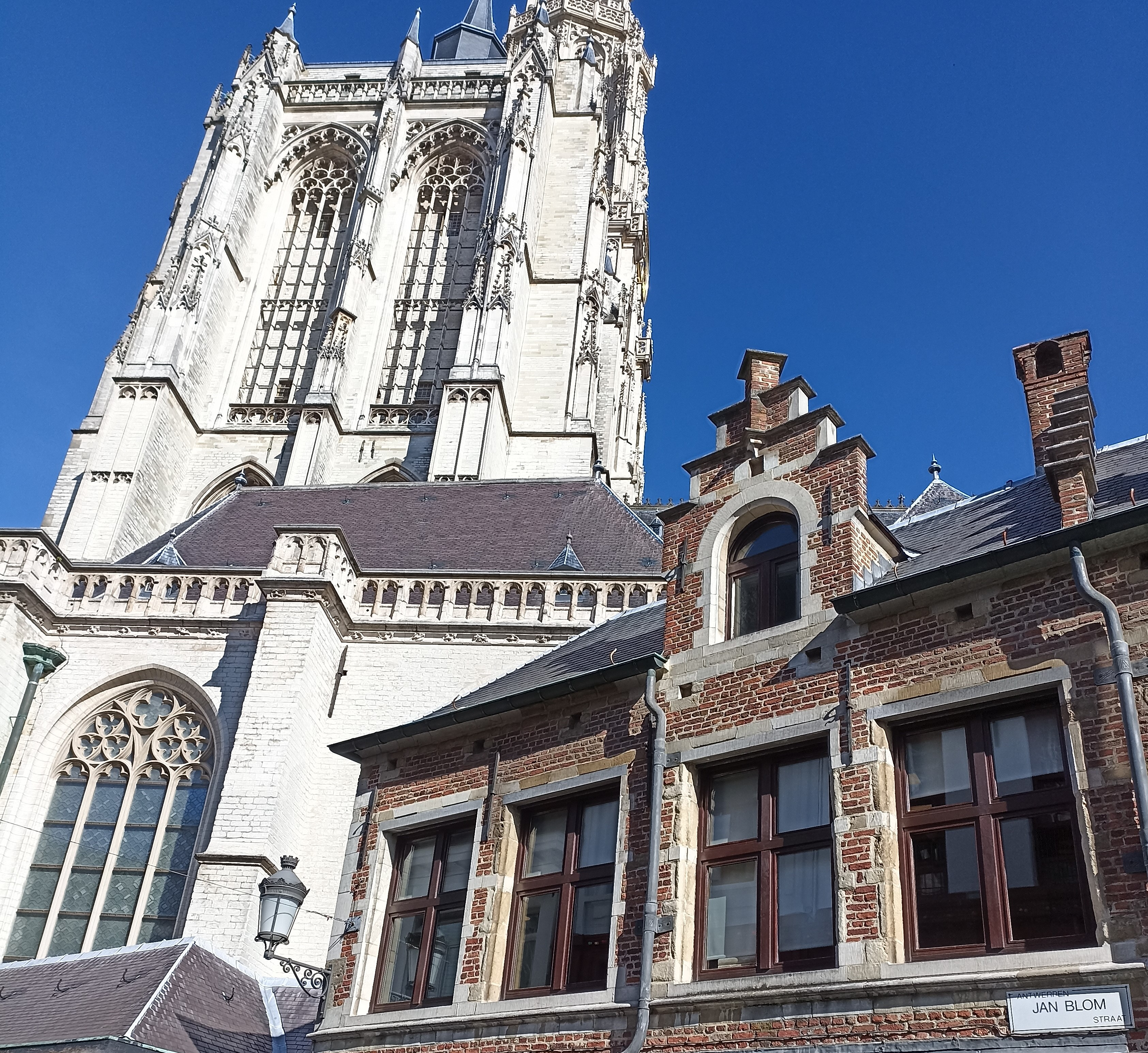
Straatje, rechts van de kathedraal genoemd naar stadsarchitect Jan Blom vanwege diens reddende inbreng bij haar vrijwaring voor de sloop in de Franse Tijd

- De kwade genius achter het plan om de Onze Lieve Vrouwkerk te slopen, Simon-Pierre Dargonne uit Dieppe geweest zijnde, de carrière van welke sinds 1774 te Antwerpen gevestigde weinig succesvolle muziek- en dansmeester, tijdens de revolutie in een stroomversnelling kwam met zijn bevordering eerst tot Onderschout en toen dit ambt werd afgeschaft tot commissaris van de Directoire. Onder het voorwendsel dat het gebouw door vallend gesteente een bedreiging voor voorbijgangers vormde en dat noodzakelijk jaarlijks onderhoud de staatskas bovendien 15.000 francs per jaar zouden gaan kosten poogde hij in Parijs toestemming voor afbraak te bekomen. De bevoegde minister gaf daarop de Antwerpse stadsarchitect afkomstig uit Weil nabij Keulen, Jan Blom, opdracht voor een bouwfysische expertise van het gebouw wiens grondig onderzoek het resultaat sorteerde dat er structureel niets mis mee was. Toen zijn plan om de kathedraal af te breken faalde, wijzigde Dargonne koers en beijverde hij bij het bestuur in Parijs haar omvorming tot museum naar analogie met de Sint Pieterskerk in Gent. Ook dit werd afgewezen.  Consul Napoleon bestemde 15.000 francs voor de restauratie van de verwaarloosde tempel na zijn bezoek aan Antwerpen waarbij hij zijn waardering voor het gotisch gebouw uitsprak. Dargonne, dement geworden, zou zijn laatste dagen slijten in een gesticht te Sint-Joost-ten Noode. De Sint Michielsabdij met bijhorende kerk langs de Schelde ontkwam niet aan de sloophamer in de Franse Tijd en onderging hetzelfde lot als de Brugse Sint Donaaskerk. Het was dezelfde Dargonne die alle potsenmakerijen ter gelegenheid van Vastenavond verbood waar hij deze onverenigbaar vond met de mores van de Nieuwe Revolutionaire Orde, overtuigd Jacobijn als hij was.

## Bereikbaarheid
Met de Antwerpse tram bovengronds via tram 11 langs de Melkmarkt of tram 4 via de Groenplaats, of ondergronds via tram 3, tram 5, tram 9 en tram 15. Uitstappen in premetrostation: Groenplaats.

## Galerij

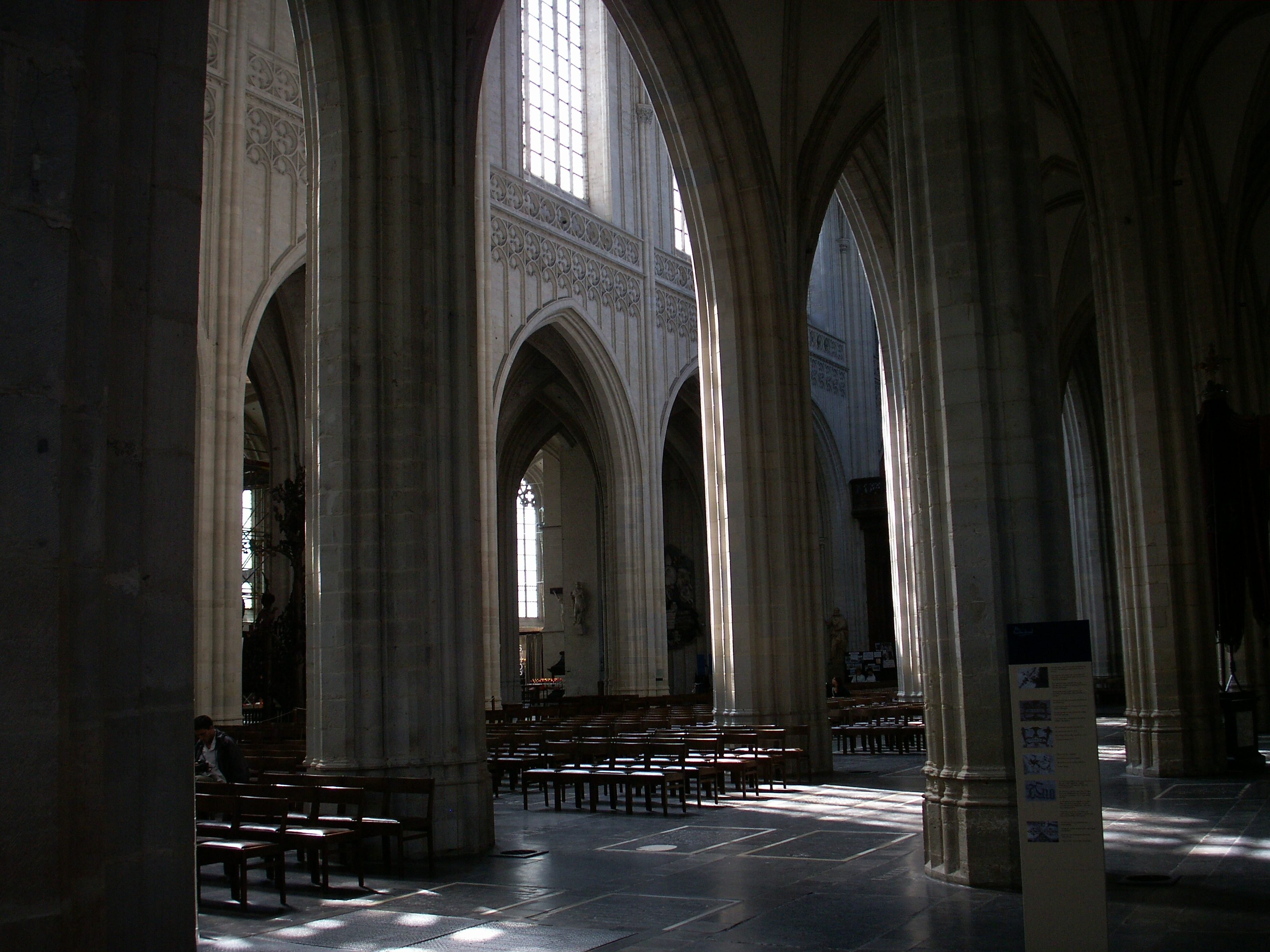
Het schip met de bundelpijlers
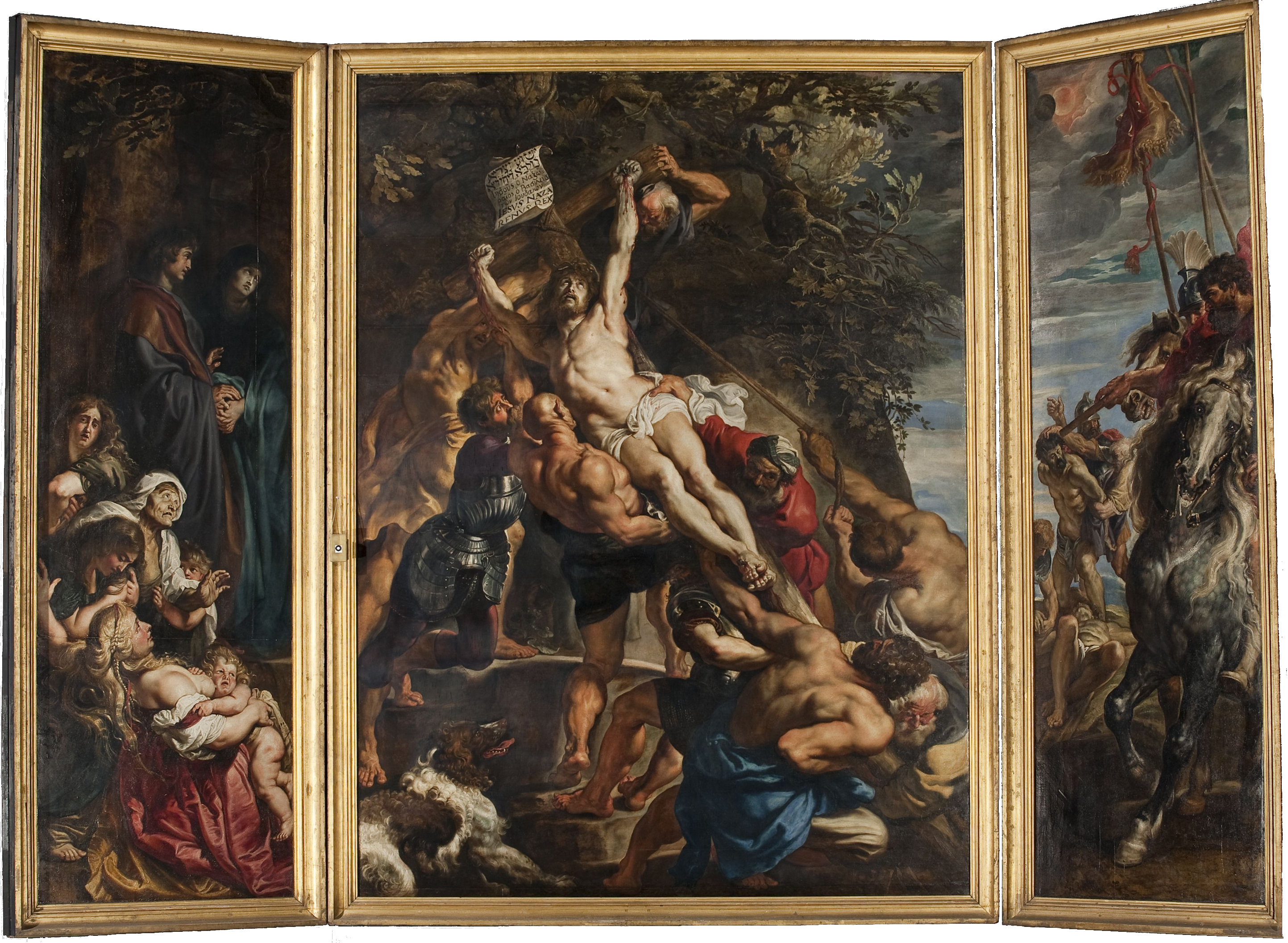
Rubens, De kruisoprichting
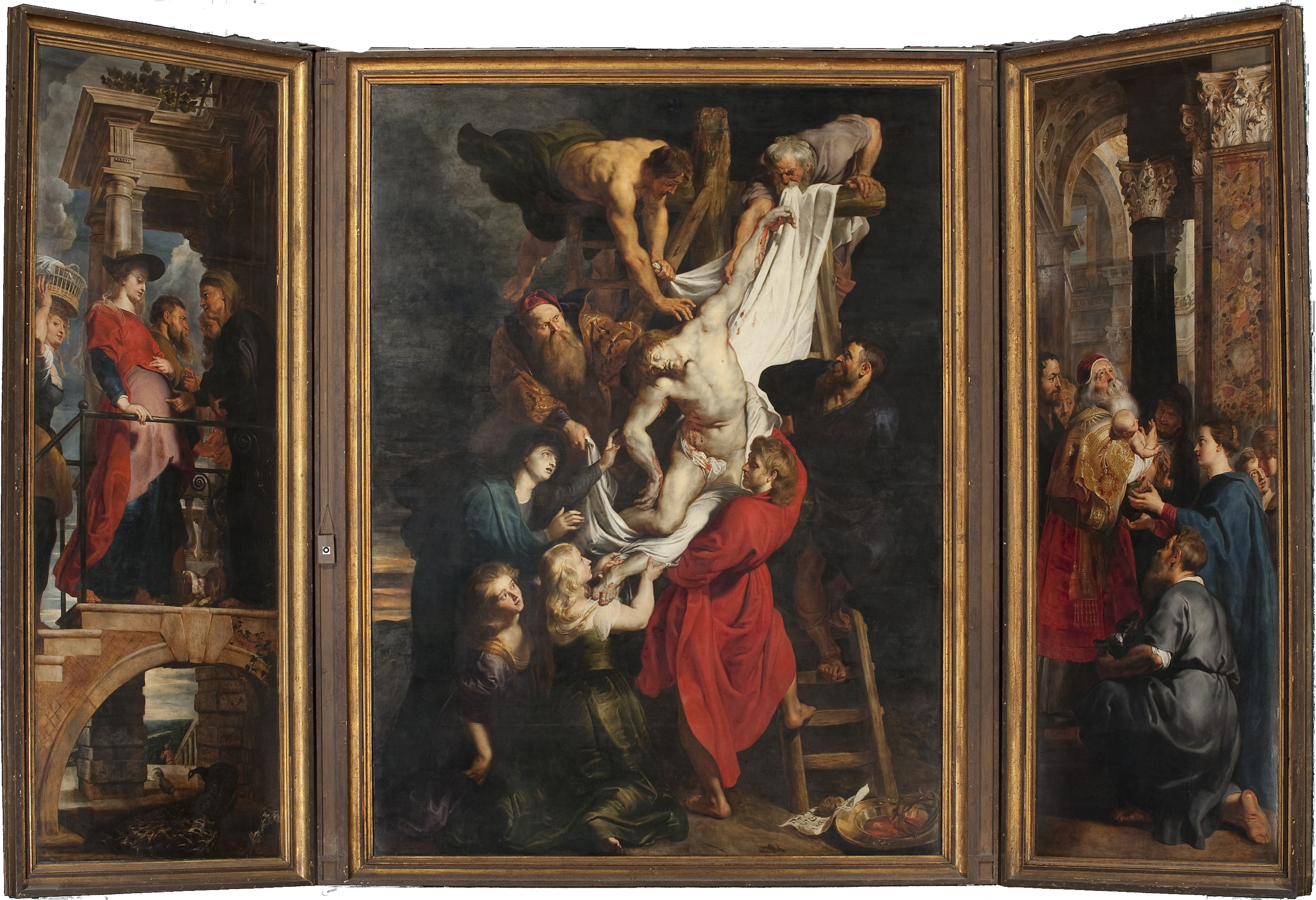
Rubens, de kruisafneming
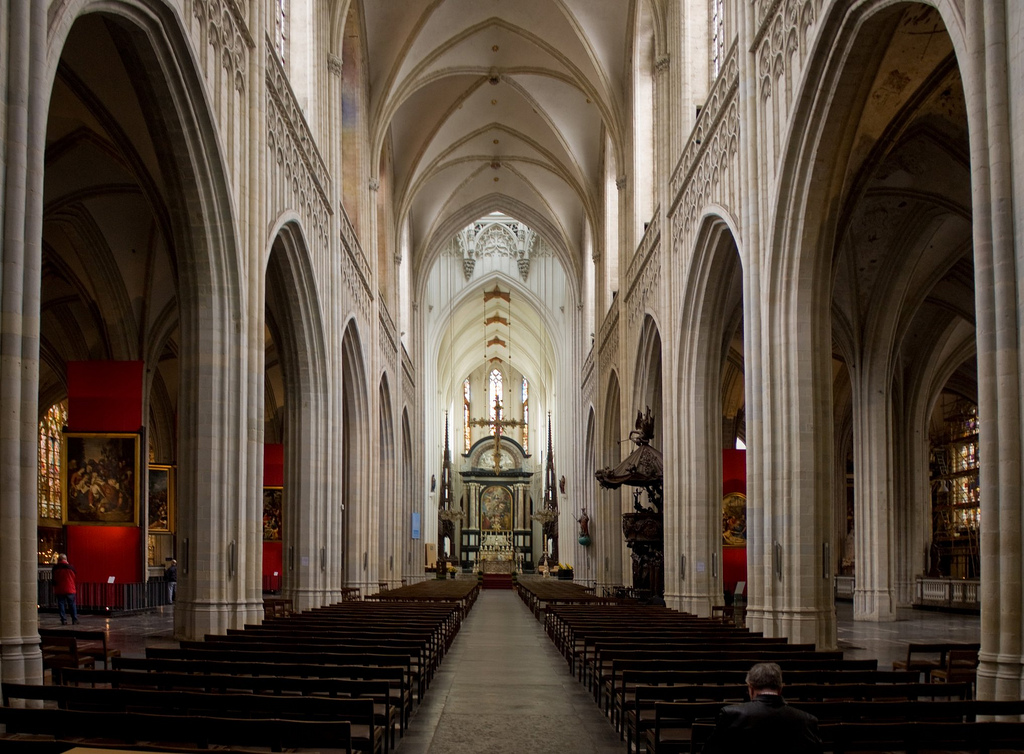
Interieur van het schip
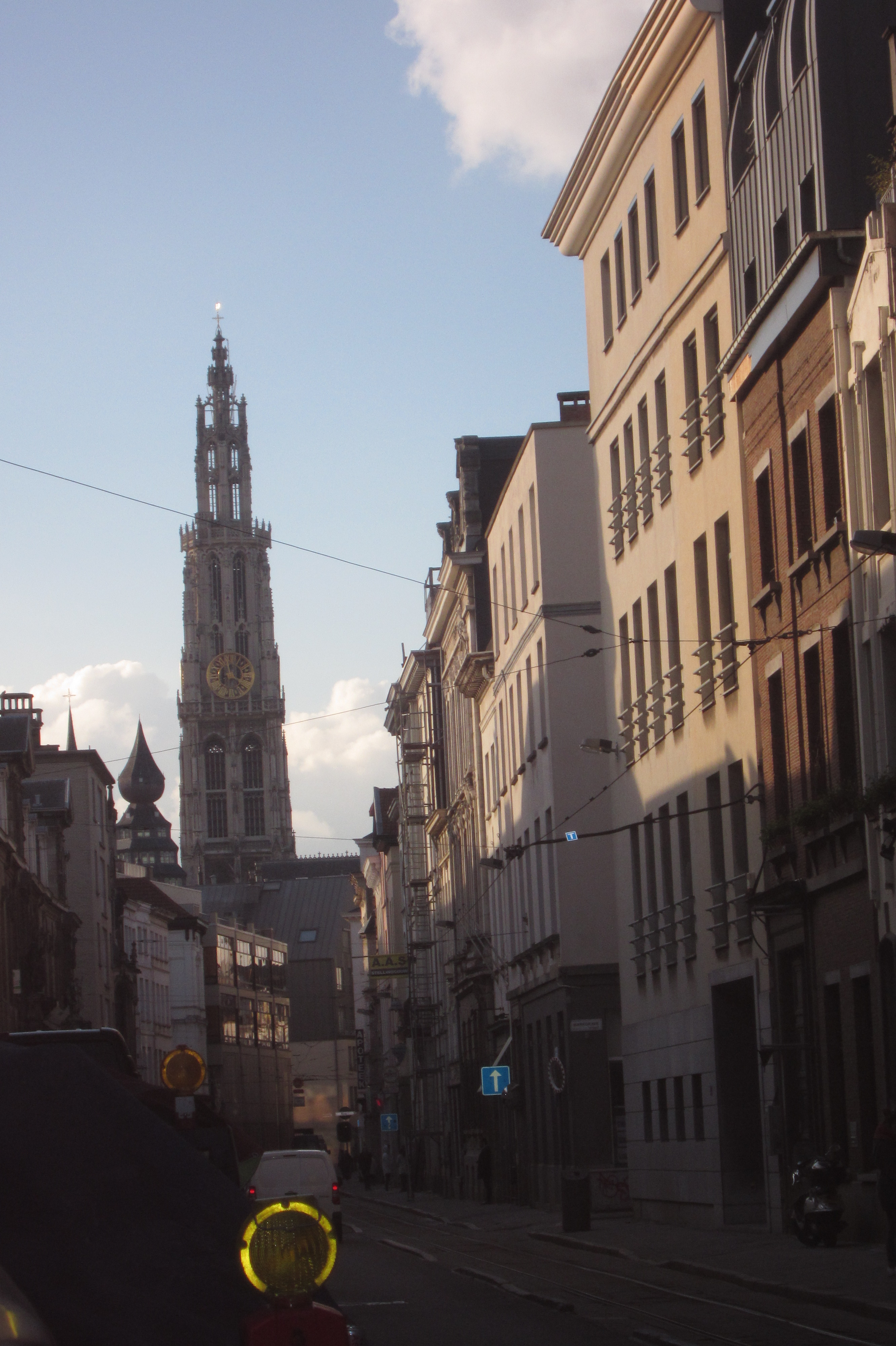
Kathedraaltoren, kantwerk in steen, gezien vanuit de Lange Nieuwstraat
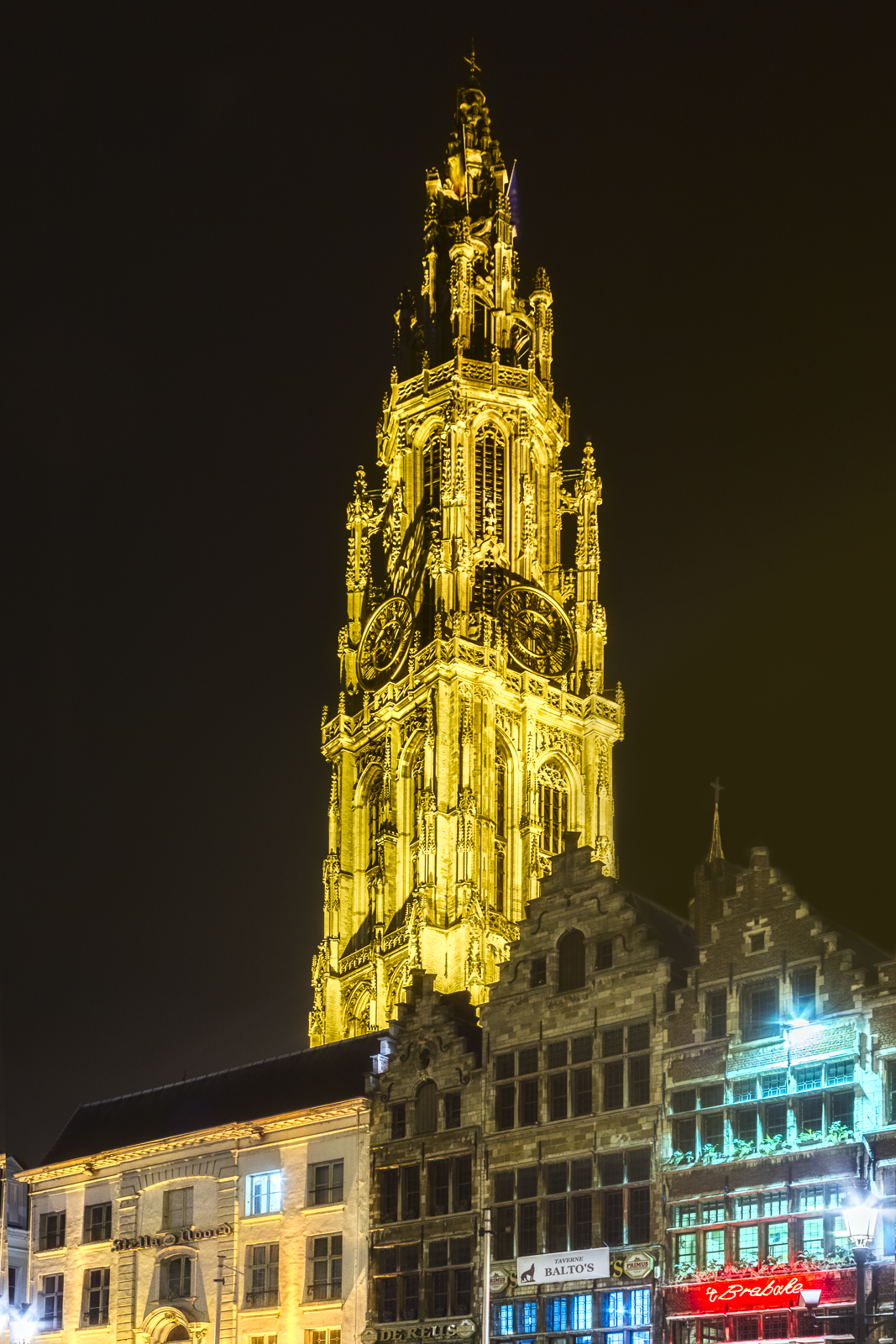
Onze-Lieve-Vrouwekathedraal vanaf de Grote Markt
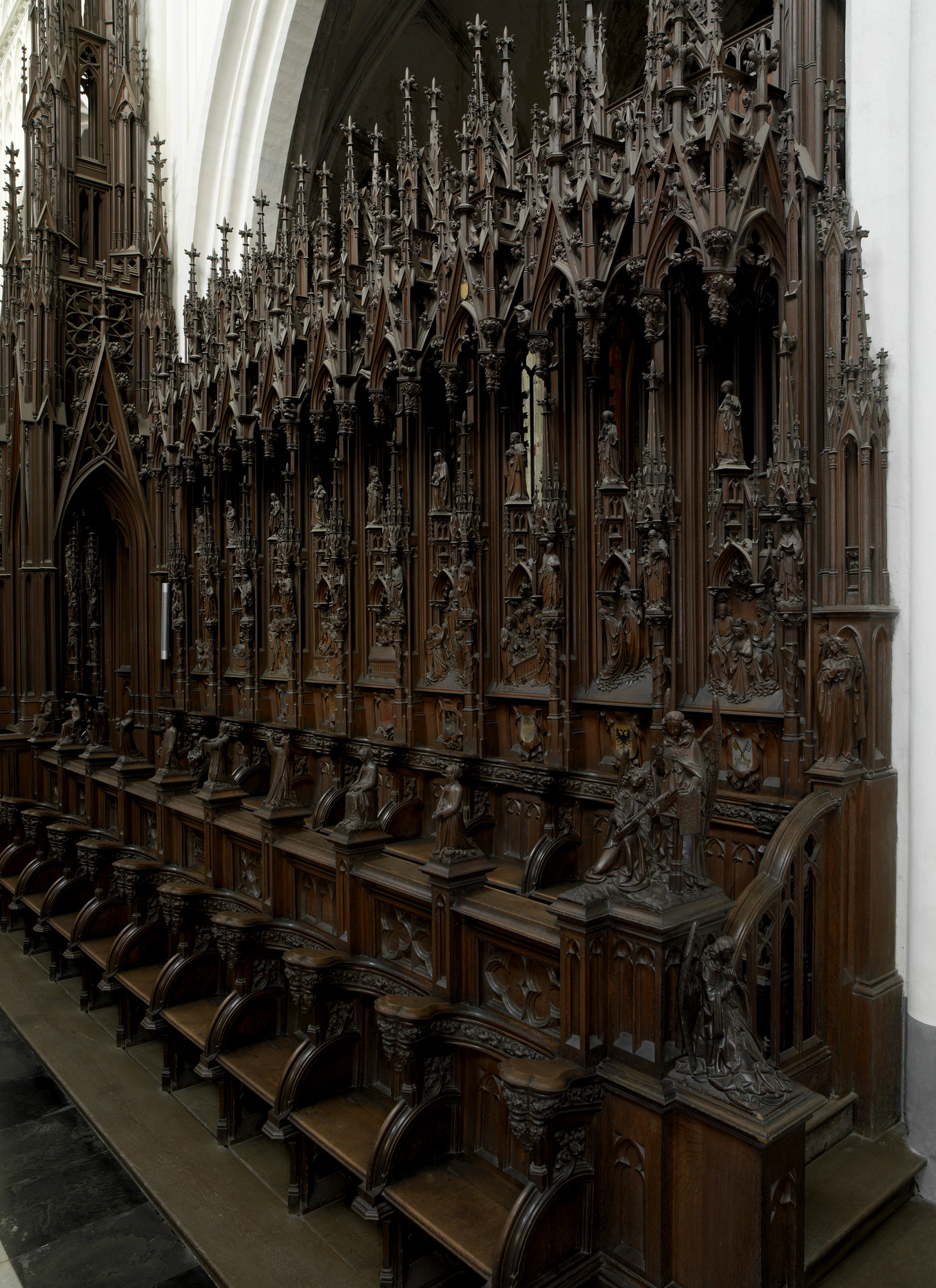
Koorgestoelte, Frans-Andries Durlet
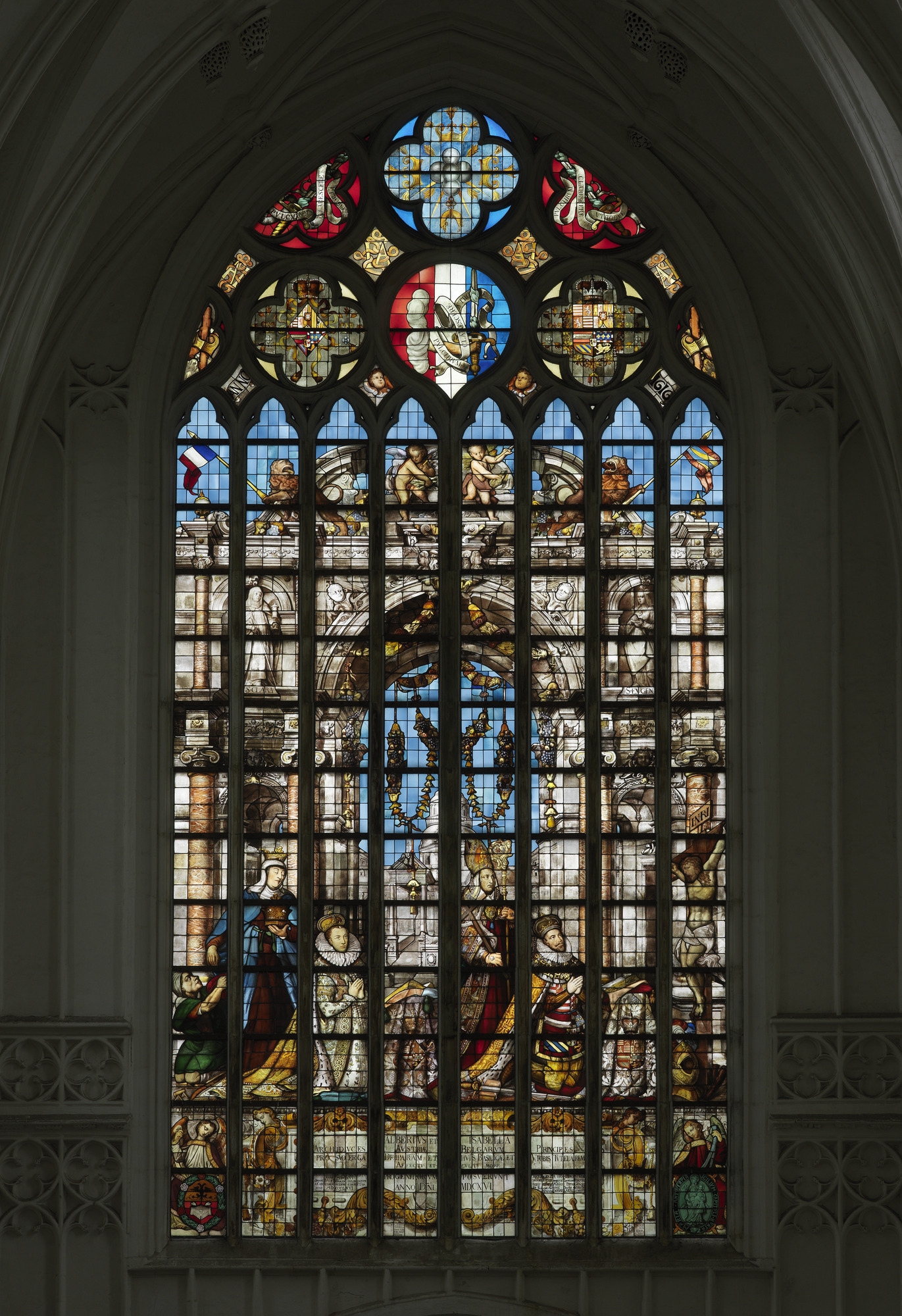
De aartshertogin Albrecht en Isabella Albrecht en Isabella in aanbidding voor het kruis, Cornelis Cussers, 17de eeuw
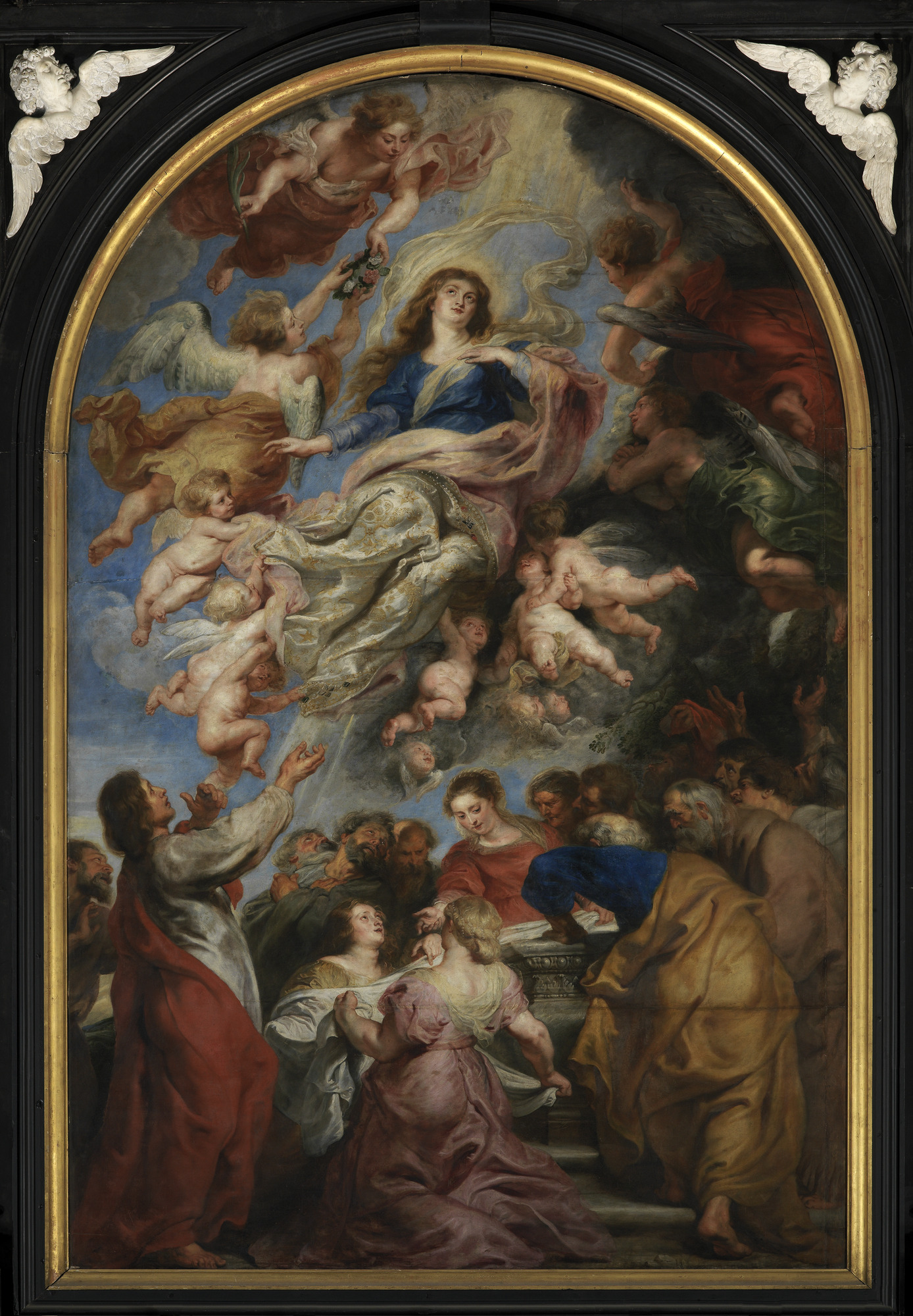
Tenhemelopneming van Maria, Peter Paul Rubens, 16de eeuw